# Tshokatshaa
Tshokatshaa is een dorp in het district Central in Botswana. De plaats telt 634 inwoners (2011).